# Episodi di My Generation
La prima e unica stagione della serie televisiva My Generation, è stata trasmessa negli Stati Uniti dal 23 settembre 2010 sulla ABC. Il 1º ottobre, dopo la messa in onda dei primi due episodi, la ABC ha annunciato la cancellazione della serie. I quattro ulteriori episodi già realizzati verranno distribuiti online.
In Italia la stagione è attualmente inedita.
| nº | Titolo originale         | Titolo italiano | Prima TV USA      | Prima TV Italia |
| -- | ------------------------ | --------------- | ----------------- | --------------- |
| 1  | Pilot                    |                 | 23 settembre 2010 |                 |
| 2  | Home Movies              |                 | 30 settembre 2010 |                 |
| 3  | Truth and Reconciliation |                 | inedito           |                 |
| 4  | Birth/Rebirth            |                 | inedito           |                 |
| 5  | The Bed In               |                 | inedito           |                 |
| 6  | On the Road              |                 | inedito           |                 |
| 7  | Homecoming               |                 | inedito           |                 |
| 8  | What Comes Next          |                 | inedito           |                 |

## Pilot
- Titolo originale: Pilot
- Diretto da: Craig Gillespie
- Scritto da: Noah Hawley